# Battaglia di Gibilterra (1607)
La battaglia di Gibilterra del 1607 fu uno scontro navale della Guerra degli ottant'anni risoltosi con una netta vittoria dei ribelli olandesi, riusciti ad arrecare ingenti danni alla flotta spagnola all'ancora a Gibilterra, che giocò un ruolo decisivo nello spingere gli Asburgo di Spagna al tavolo delle trattative della c.d. Tregua dei dodici anni.

### Fonti
- Felltham O (1627), Resolves: Divine, Moral, Political, 10. ed., Londra, per E Clarck e C. Harper, f. Hhh 1r.

### Studi
- Fernández Duro, C (1898), Armada Española desde la unión de los reinos de Castilla y Aragón, v. III, Madrid, Est. tipográfico "Sucesores de Rivadeneyra".
- Vere, F (1955), Salt in their Blood : The Lives of the Famous Dutch Admirals.
- Jonge, JC : de (1833-1848), Geschiedenis van het Nederlandsche zeewezen, Zwolle, Van Hoogstraten & Gorter.
- Akveld LM [et. al.] (1973), Vier eeuwen varen : kapiteins, kapers, kooplieden en geleerden, De Boer.
- Warnsinck JCM (1941), Twaalf Doorluchtige Zeehelden.